# Spoorlijn Geseke - Büren
De spoorlijn Geseke - Büren is een Duitse spoorlijn en is als spoorlijn 2963 onder beheer van DB Netze.

## Geschiedenis
Het traject werd door de Preußische Staatseisenbahnen geopend op 1 juli 1900. In 1952 werd het personenvervoer op de lijn opgeheven. Goederenvervoer tussen Steinhausen en Büren heeft nog plaatsgevonden tot 1959 en tussen de aansluiting van Milke Cement en Steinhausen tot 1993, waarna deze gedeeltes zijn opgebroken. Van Geseke tot aan de cementfabriek Milke is de lijn thans in gebruik voor goederenvervoer.

## Aansluitingen
In de volgende plaatsen is of was er een aansluiting op de volgende spoorlijnen:
Geseke
DB 1760, spoorlijn tussen Hannover en Soest
Büren
DB 2961, spoorlijn tussen Paderborn en Brilon Wald